# آنیبال تارابینی
آنیبال تارابینی (انگلیسی: Aníbal Tarabini؛ ۴ اوت ۱۹۴۱ – ۲۱ آوریل ۱۹۹۷) یک بازیکن فوتبال اهل آرژانتین بود.
از باشگاه‌هایی که در آن بازی کرده‌است می‌توان به بوکا جونیورز و موناکو اشاره کرد.
وی همچنین در تیم ملی فوتبال آرژانتین بازی کرده است.
تارابینی در ۲۱ آوریل ۱۹۹۷ در یک تصادف در براساتئی کشته شد.